# الیور (شهرستان هرون، میشیگان)
الیور (به انگلیسی: Oliver Township) یک منطقهٔ مسکونی در ایالات متحده آمریکا است که در شهرستان هیورن، میشیگان واقع شده‌است.
 الیور ۹۱٫۶ کیلومتر مربع مساحت و ۱٬۶۲۶ نفر جمعیت دارد و ۱۹۸ متر بالاتر از سطح دریا واقع شده‌است.